# اوه لا لا (ترانه بریتنی اسپیرز)
«اوه لا لا» (به انگلیسی: Ooh La La) ترانه ای توسط خواننده آمریکایی «بریتنی اسپیرز» است که برای موسیقی متن فیلم خانوادگی اسمورف‌ها ۲ ضبط شده‌است. این ترانه توسط دکتر لوک و امو نوشته شده‌است.